# Torneo de Reserva 2018-19
El Torneo de Reserva 2018-19 fue la septuagésimo novena edición del certamen organizado por la Superliga Argentina. Inició el 10 de agosto de 2018 y finalizó el 7 de abril de 2019. Participaron un total de 26 equipos, todos participantes de la Superliga 2018-19.
Los nuevos participantes fueron: Aldosivi, que regresó tras su última participación en la temporada 2016-17, y San Martín de Tucumán, que volvió tras su última intervención en la temporada 2008-09.
El torneo consagró campeón por tredécima vez en su historia a San Lorenzo de Almagro, tras vencer por 3 a 1 a Rosario Central, a falta de tres fechas.

## Equipos participantes
| Equipo             | Ciudad                | Estadio                            | Capacidad |
| ------------------ | --------------------- | ---------------------------------- | --------- |
| Aldosivi           | Mar del Plata         | José María Minella                 | 35 180    |
| Argentinos Juniors | Buenos Aires          | Autocrédito Diego Armando Maradona | 24 000    |
| Atlético Tucumán   | San Miguel de Tucumán | Monumental José Fierro             | 32 500    |
| Banfield           | Banfield              | Florencio Sola                     | 34 900    |
| Belgrano           | Córdoba               | Julio César Villagra               | 30 500    |
| Boca Juniors       | Buenos Aires          | Alberto J. Armando                 | 49 000    |
| Colón              | Santa Fe              | Brigadier General Estanislao López | 40 000    |
| Defensa y Justicia | Gobernador Costa      | Norberto Tomaghello                | 20 000    |
| Estudiantes        | La Plata              | Centenario                         | 33 200    |
| Gimnasia y Esgrima | La Plata              | Juan Carmelo Zerillo               | 21 500    |
| Godoy Cruz         | Godoy Cruz            | Malvinas Argentinas                | 40 270    |
| Huracán            | Buenos Aires          | Tomás Adolfo Ducó                  | 48 314    |
| Independiente      | Avellaneda            | Libertadores de América            | 50 777    |
| Lanús              | Lanús Este            | Ciudad de Lanús-Néstor Díaz Pérez  | 47 027    |
| Newell's Old Boys  | Rosario               | Marcelo Bielsa                     | 42 000    |
| Patronato          | Paraná                | Presbítero Bartolomé Grella        | 15 000    |
| Racing Club        | Avellaneda            | Presidente Perón                   | 50 000    |
| River Plate        | Buenos Aires          | Antonio Vespucio Liberti           | 61 688    |
| Rosario Central    | Rosario               | Gigante de Arroyito                | 41 470    |
| San Lorenzo        | Buenos Aires          | Pedro Bidegain                     | 43 490    |
| San Martín         | San Juan              | Ingeniero Hilario Sánchez          | 16 500    |
| San Martín         | San Miguel de Tucumán | La Ciudadela                       | 30 000    |
| Talleres           | Córdoba               | Mario Alberto Kempes               | 57 000    |
| Tigre              | Victoria              | José Dellagiovanna                 | 26 282    |
| Unión              | Santa Fe              | 15 de Abril                        | 26 000    |
| Vélez Sarsfield    | Buenos Aires          | José Amalfitani                    | 49 540    |

### Distribución geográfica de los equipos
| Región                                   | Cant. | Equipos                                                                               |
| ---------------------------------------- | ----- | ------------------------------------------------------------------------------------- |
| Ciudad de Buenos Aires                   | 6     | Argentinos Juniors, Boca Juniors, Huracán, River Plate, San Lorenzo y Vélez Sarsfield |
| Conurbano bonaerense                     | 6     | Banfield, Defensa y Justicia, Independiente, Lanús, Racing Club y Tigre               |
| Provincia de Santa Fe                    | 4     | Colón, Newell's Old Boys, Rosario Central y Unión                                     |
| Ciudad de La Plata                       | 2     | Estudiantes y Gimnasia y Esgrima                                                      |
| Provincia de Córdoba                     | 2     | Belgrano y Talleres                                                                   |
| Provincia de Tucumán                     | 2     | Atlético Tucumán y San Martín                                                         |
| Interior de la provincia de Buenos Aires | 1     | Aldosivi                                                                              |
| Provincia de Entre Ríos                  | 1     | Patronato                                                                             |
| Provincia de Mendoza                     | 1     | Godoy Cruz                                                                            |
| Provincia de San Juan                    | 1     | San Martín                                                                            |

## Tabla de posiciones
| Pos. | Equipo                  | Pts. | PJ | PG | PE | PP | GF | GC | Dif. |
| ---- | ----------------------- | ---- | -- | -- | -- | -- | -- | -- | ---- |
| 01.º | San Lorenzo             | 62   | 25 | 19 | 5  | 1  | 55 | 13 | 42   |
| 02.º | Boca Juniors            | 52   | 25 | 16 | 4  | 5  | 42 | 21 | 21   |
| 03.º | Unión                   | 49   | 25 | 14 | 7  | 4  | 44 | 23 | 21   |
| 04.º | Newell's Old Boys       | 48   | 25 | 14 | 6  | 5  | 36 | 22 | 14   |
| 05.º | Vélez Sarsfield         | 46   | 25 | 14 | 4  | 7  | 38 | 31 | 7    |
| 06.º | Banfield                | 43   | 25 | 12 | 7  | 6  | 37 | 30 | 7    |
| 07.º | Estudiantes (LP)        | 41   | 25 | 12 | 5  | 8  | 31 | 25 | 6    |
| 08.º | Huracán                 | 40   | 25 | 10 | 10 | 5  | 31 | 20 | 11   |
| 09.º | River Plate             | 39   | 25 | 11 | 6  | 8  | 42 | 27 | 15   |
| 10.º | Godoy Cruz              | 39   | 25 | 11 | 6  | 8  | 30 | 26 | 4    |
| 11.º | Belgrano                | 37   | 25 | 10 | 7  | 8  | 35 | 28 | 7    |
| 12.º | Lanús                   | 35   | 25 | 10 | 5  | 10 | 41 | 38 | 3    |
| 13.º | Racing                  | 34   | 25 | 9  | 7  | 9  | 46 | 44 | 2    |
| 14.º | Argentinos Juniors      | 34   | 25 | 9  | 7  | 9  | 31 | 30 | 1    |
| 15.º | Talleres (C)            | 33   | 25 | 9  | 6  | 10 | 36 | 39 | −3   |
| 16.º | Rosario Central         | 30   | 25 | 8  | 6  | 11 | 28 | 36 | −8   |
| 17.º | Tigre                   | 28   | 25 | 6  | 10 | 9  | 22 | 29 | −7   |
| 18.º | Independiente           | 26   | 25 | 7  | 5  | 13 | 22 | 28 | −6   |
| 19.º | Colón                   | 26   | 25 | 6  | 8  | 11 | 20 | 27 | −7   |
| 20.º | San Martín (T)          | 26   | 25 | 7  | 5  | 13 | 30 | 39 | −9   |
| 21.º | Atlético Tucumán        | 25   | 25 | 6  | 7  | 12 | 29 | 41 | −12  |
| 22.º | Gimnasia y Esgrima (LP) | 23   | 25 | 4  | 11 | 10 | 22 | 33 | −11  |
| 23.º | Patronato               | 22   | 25 | 5  | 7  | 13 | 20 | 44 | −24  |
| 24.º | San Martín (SJ)         | 22   | 25 | 5  | 7  | 13 | 25 | 61 | −36  |
| 25.º | Aldosivi                | 21   | 25 | 6  | 3  | 16 | 31 | 38 | −7   |
| 26.º | Defensa y Justicia      | 11   | 25 | 2  | 5  | 18 | 16 | 46 | −30  |

|  | El equipo que ocupe esta posición al finalizar el torneo será campeón y accederá a los octavos de final de la Copa de la Superliga 2019. |
|  | Los equipos que ocupen estas posiciones accederán a los octavos de final de la Copa de la Superliga 2019.                                |
|  | Los equipos que ocupen estas posiciones accederán a la primera fase de la Copa de la Superliga 2019.                                     |

|  |